# Leval (Nord)
Leval è un comune francese di 2 305 abitanti situato nel dipartimento del Nord nella regione dell'Alta Francia.

## Società

### Evoluzione demografica
Abitanti censiti